# (4845) Tsubetsu
(4845) Tsubetsu (1991 EC1) – planetoida z pasa głównego asteroid okrążająca Słońce w ciągu 3,72 lat w średniej odległości 2,4 j.a. Odkryta 5 marca 1991 roku.